# Service national d'ingénierie aéroportuaire
Le SNIA est un service à compétence nationale rattaché au Secrétariat Général de la Direction Générale de l’Aviation civile (DGAC). Il est chargé, d’une part, de l’ingénierie publique aéroportuaire pour le compte de l’aviation civile et du ministère des Armées et, d’autre part, de la mise en œuvre de la politique immobilière de la DGAC et la gestion de son patrimoine.
En ingénierie, le SNIA réalise des prestations dans le domaine de l’environnement (production de documents régaliens) et de l’aménagement aéroportuaire, des études d’aide à la décision, de la conduite d’opération et de la maîtrise d’œuvre spécialisée.
Ces prestations sont réalisées pour le compte des donneurs d’ordre ou bénéficiaires de la DGAC et de la Défense voire pour d’autres acteurs du secteur aéroportuaire.

## Historique
Créé le 1er janvier 2008 , le SNIA a regroupé principalement les trois services spéciaux des bases aériennes d’Ile-de-France, du sud-est et du sud-ouest et le département bâtiment du service technique de l’aviation civile. Ces services, créés en 1946, avaient développé pendant 60 ans une expérience et des compétences en ingénierie aéroportuaire, dans des domaines allant de l’assistance à maîtrise d’ouvrage (notamment élaboration de programmes et gestion de patrimoine) à la maîtrise d’œuvre de conception et réalisation. Dans le cadre de sa modernisation, l’État a décidé de réunir le SSBAIF, les départements d’études des SSBA/SE et SSBA/SO et le département Bâtiments du Service technique de l'aviation civile (STAC) pour créer un service unique à compétence nationale de la direction générale de l’aviation civile : le Service National d'Ingénierie Aéroportuaire (SNIA). Le Service est certifié ISO 9001 depuis 2011, et dans la version 2015 de la norme depuis 2016.

## Missions
Sa mission principale  est le conseil et l'ingénierie pour les ouvrages des aérodromes civils et militaires, ainsi que pour des immeubles utilisés par l'État pour ses missions en matière aéronautique.
Les domaines-clé de cette activité sont les suivants : aménagement et planification des aérodromes et aéroports, chaussées aéroportuaires, bâtiments et réseaux aéroportuaires, énergie et balisage des aérodromes, environnement et développement durable, et servitudes aéronautiques.
Le SNIA intervient également en matière de gestion de patrimoine en Île-de-France, dans les domaines de l'assistance à maîtrise d'ouvrage, l'ingénierie de maintenance et la maîtrise d’œuvre pour la DGAC et les services du ministère de la Défense.

## Organisation
Le SNIA dispose depuis le 1er janvier 2013 d’une structure centrale et d’un réseau de 12 pôles d’ingénierie opérationnelle et patrimoine : Paris-Orly, Paris-le Bourget, Aix en Provence, Nice- Corse, Lyon, Strasbourg, Bordeaux, Toulouse, Nantes, Châteauroux, Antilles-Guyane (Guadeloupe, Guyane, Martinique) et Océan Indien (Réunion, Mayotte), auxquels s’ajoutent les 4 équipes spécialisées des bases aériennes de Bonneuil-sur-Marne, Mulhouse, Lyon et Toulouse (ESBA).
Depuis le 01/01/2014, le réseau territorial du SNIA en métropole est structuré en 5 départements d’ingénierie opérationnelle et patrimoine comprenant chacun deux pôles.